# Łukasz Skorupski
Łukasz Skorupski (Zabrze, 5 maggio 1991) è un calciatore polacco, portiere del Bologna e della nazionale polacca.

## Caratteristiche tecniche
Portiere agile, reattivo e che nelle ultime stagioni è migliorato molto nella gestione del pallone con i piedi.

## Carriera

### Club

#### Gli inizi in Polonia
Skorupski è stato promosso nella prima squadra del Górnik Zabrze prima dell'inizio del campionato 2008-2009. Dopo una parentesi in prestito al Ruch Radzionków, è tornato al Górnik Zabrze, per cui ha debuttato nella massima divisione polacca nell'estate del 2011 il 31 luglio, impiegato come titolare nel pareggio per 1-1 sul campo dello Śląsk Wrocław.

#### Roma
Il 13 luglio 2013 è passato alla società italiana della Roma, a cui si è legato con un contratto quadriennale, a fronte di un corrispettivo di 890 000 euro. Debutta con la maglia giallorossa il 9 gennaio 2014, nella partita di Coppa Italia vinta per 1-0 dalla Roma contro la Sampdoria, mentre il debutto in campionato, avviene l'11 maggio 2014 nella gara contro la Juventus. Conclude la stagione con tre gare stagionali: due in campionato ed una in Coppa Italia.
Nella stagione successiva fa il suo esordio stagionale il 30 settembre 2014 debuttando in Champions League, durante il match giocato contro gli inglesi del Manchester City, partita terminata 1-1. In totale ottiene 11 presenze stagionali.

#### Prestito biennale all'Empoli
Il 30 giugno 2015 viene ufficializzato il suo passaggio in prestito biennale all'Empoli. Nella stagione 2015-2016 debutta con gli empolesi nel match casalingo perso contro il Chievo per 3-1. Nella prima stagione con il club azzurro gioca 31 partite con 46 reti subite, che risultano essere sufficienti per la salvezza dell'Empoli.
Il 20 luglio 2016 prolunga il contratto con la Roma fino al 2021. 
L'11 agosto 2016 viene rinnovato il prestito per il secondo anno dopo aver effettuato il ritiro con i giallorossi. Nella stagione 2016-2017 gioca la sua prima partita nella terza giornata del campionato contro il Crotone vinta per 3-1 dagli empolesi. In quest'altra stagione disputa in totale 35 partite con 56 reti subite, risultato che porterà alla retrocessione dell'Empoli.

#### Ritorno alla Roma
Nell'estate del 2017 torna alla Roma, che tuttavia per rimpiazzare il partente Szczęsny  gli preferisce Alisson, giocando quindi la stagione 2017-2018 come suo vice. Il 20 dicembre gioca titolare negli ottavi di finale di Coppa Italia contro il Torino in casa, partita poi persa per 1-2, sconfitta che vedrà quindi l'eliminazione della Roma dalla Coppa Italia. Inoltre gioca titolare l'ultima partita del campionato nel vittorioso match contro il Sassuolo ottenendo così la sua prima presenza in campionato..

#### Bologna
Il 22 giugno 2018 il portiere polacco passa a titolo definitivo al Bologna, venendo scambiato con l'italiano Antonio Mirante oltre ad un conguaglio economico di 5 milioni di euro. 
È il primo calciatore polacco della storia del Bologna.
Debutta con la maglia rossoblù contro la SPAL in casa, match concluso con la vittoria dei ferraresi per 0-1. Nella sua prima stagione con il club bolognese gioca titolare tutte le 38 partite del campionato con 56 reti subite.
Al termine della quinta stagione in rossoblu, grazie alle ottime prestazioni, viene inserito nella lista dei migliori portieri della stagione.
Il 18 settembre 2024, all'esordio in UEFA Champions League con i rossoblu, al ritorno nella massima competizione continentale dopo sessant'anni, nella partita contro lo Šachtar Donec'k para un calcio di rigore  al centrocampista ucraino  Heorhij Sudakov,  contribuendo a mantenere il risultato finale di 0-0.

### Nazionale
Skorupski ha difeso i pali della Polonia under 21 in 5 occasioni, tutte nel corso delle qualificazioni al campionato europeo di categoria del 2013. Ha esordito in squadra il 6 ottobre 2011, nel pareggio per 1-1 contro il Portogallo under 21.
Il 14 dicembre 2012 ha invece disputato la prima partita nella nazionale maggiore: è stato infatti schierato titolare nella vittoria per 4-1 contro la Macedonia, giocando l'intero incontro.
Nell'ottobre del 2022, è stato incluso dal CT Czesław Michniewicz nella rosa polacca partecipante ai Mondiali di calcio in Qatar.

## Statistiche

### Presenze e reti nei club
Statistiche aggiornate al 18 maggio 2025.
| Stagione             | Club                 | Campionato           | Campionato | Campionato | Coppe nazionali | Coppe nazionali | Coppe nazionali | Coppe continentali | Coppe continentali | Coppe continentali | Supercoppe | Supercoppe | Supercoppe | Totale | Totale |
| Stagione             | Club                 | Comp                 | Pres       | Reti       | Comp            | Pres            | Reti            | Comp               | Pres               | Reti               | Comp       | Pres       | Reti       | Pres   | Reti   |
| -------------------- | -------------------- | -------------------- | ---------- | ---------- | --------------- | --------------- | --------------- | ------------------ | ------------------ | ------------------ | ---------- | ---------- | ---------- | ------ | ------ |
| 2008-2009            | Górnik Zabrze        | EK                   | 0          | 0          | PP              | 0               | 0               | -                  | -                  | -                  | -          | -          | -          | -?     | -?     |
| 2009-2010            | Górnik Zabrze        | EK                   | 0          | 0          | PP              | 0               | 0               | -                  | -                  | -                  | -          | -          | -          | 0      | 0      |
| 2010-feb. 2011       | Górnik Zabrze        | EK                   | 0          | 0          | PP              | 0               | 0               | -                  | -                  | -                  | -          | -          | -          | 0      | 0      |
| feb.-giu. 2011       | Ruch Radzionków      | 1L                   | 14         | -9         | PP              | -               | -               | -                  | -                  | -                  | -          | -          | -          | 14     | -9     |
| 2011-2012            | Górnik Zabrze        | EK                   | 27         | -28        | PP              | 0               | 0               | -                  | -                  | -                  | -          | -          | -          | 27     | -28    |
| 2012-2013            | Górnik Zabrze        | EK                   | 29         | -29        | PP              | 1               | -2              | -                  | -                  | -                  | -          | -          | -          | 30     | -31    |
| Totale Górnik Zabrze | Totale Górnik Zabrze | Totale Górnik Zabrze | 56         | -57        |                 | 1               | -2              |                    | -                  | -                  |            | -          | -          | 57     | -59    |
| 2013-2014            | Roma                 | A                    | 2          | -2         | CI              | 1               | 0               | -                  | -                  | -                  | -          | -          | -          | 3      | -2     |
| 2014-2015            | Roma                 | A                    | 3          | -5         | CI              | 2               | -3              | UCL+UEL            | 2+4                | -3 + -6            | -          | -          | -          | 11     | -17    |
| 2015-2016            | Empoli               | A                    | 31         | -43        | CI              | 1               | -1              | -                  | -                  | -                  | -          | -          | -          | 32     | -44    |
| 2016-2017            | Empoli               | A                    | 35         | -56        | CI              | 0               | 0               | -                  | -                  | -                  | -          | -          | -          | 35     | -56    |
| Totale Empoli        | Totale Empoli        | Totale Empoli        | 66         | -99        |                 | 1               | -1              |                    | -                  | -                  |            | -          | -          | 67     | -100   |
| 2017-2018            | Roma                 | A                    | 1          | 0          | CI              | 1               | -2              | UCL                | 0                  | 0                  | -          | -          | -          | 2      | -2     |
| Totale Roma          | Totale Roma          | Totale Roma          | 6          | -7         |                 | 4               | -5              |                    | 6                  | -9                 |            | -          | -          | 16     | -21    |
| 2018-2019            | Bologna              | A                    | 38         | -56        | CI              | 1               | 0               | -                  | -                  | -                  | -          | -          | -          | 39     | -56    |
| 2019-2020            | Bologna              | A                    | 37         | -64        | CI              | 1               | 0               | -                  | -                  | -                  | -          | -          | -          | 38     | -64    |
| 2020-2021            | Bologna              | A                    | 28         | -46        | CI              | 0               | 0               | -                  | -                  | -                  | -          | -          | -          | 28     | -46    |
| 2021-2022            | Bologna              | A                    | 36         | -53        | CI              | 1               | -5              | -                  | -                  | -                  | -          | -          | -          | 37     | -58    |
| 2022-2023            | Bologna              | A                    | 37         | -49        | CI              | 2               | -1              | -                  | -                  | -                  | -          | -          | -          | 39     | -50    |
| 2023-2024            | Bologna              | A                    | 32         | -29        | CI              | 2               | -0              | -                  | -                  | -                  | -          | -          | -          | 34     | -29    |
| 2024-2025            | Bologna              | A                    | 27         | -33        | CI              | 3               | -0              | UCL                | 7                  | -8                 | -          | -          | -          | 37     | -41    |
| 2025-2026            | Bologna              | A                    | -          | -          | CI              | -               | -               | UEL                | -                  | -                  | SI         | -          | -          | -      | -      |
| Totale Bologna       | Totale Bologna       | Totale Bologna       | 235        | -330       |                 | 10              | -6              |                    | 7                  | -8                 |            | -          | -          | 252    | -345   |
| Totale carriera      | Totale carriera      | Totale carriera      | 377        | -500       |                 | 16              | -14             |                    | 13                 | -17                |            | -          | -          | 406    | -533   |

### Cronologia presenze e reti in nazionale
| Cronologia completa delle presenze e delle reti in nazionale ― Polonia | Cronologia completa delle presenze e delle reti in nazionale ― Polonia | Cronologia completa delle presenze e delle reti in nazionale ― Polonia | Cronologia completa delle presenze e delle reti in nazionale ― Polonia | Cronologia completa delle presenze e delle reti in nazionale ― Polonia | Cronologia completa delle presenze e delle reti in nazionale ― Polonia | Cronologia completa delle presenze e delle reti in nazionale ― Polonia | Cronologia completa delle presenze e delle reti in nazionale ― Polonia |
| Data                                                                   | Città                                                                  | In casa                                                                | Risultato                                                              | Ospiti                                                                 | Competizione                                                           | Reti                                                                   | Note                                                                   |
| ---------------------------------------------------------------------- | ---------------------------------------------------------------------- | ---------------------------------------------------------------------- | ---------------------------------------------------------------------- | ---------------------------------------------------------------------- | ---------------------------------------------------------------------- | ---------------------------------------------------------------------- | ---------------------------------------------------------------------- |
| 14-12-2012                                                             | Adalia                                                                 | Polonia                                                                | 4 – 1                                                                  | Macedonia                                                              | Amichevole                                                             | -1                                                                     |                                                                        |
| 27-3-2018                                                              | Varsavia                                                               | Polonia                                                                | 3 – 2                                                                  | Corea del Sud                                                          | Amichevole                                                             | -2                                                                     | 46’                                                                    |
| 15-11-2018                                                             | Danzica                                                                | Polonia                                                                | 0 – 1                                                                  | Rep. Ceca                                                              | Amichevole                                                             | -1                                                                     |                                                                        |
| 11-11-2020                                                             | Chorzów                                                                | Polonia                                                                | 2 – 0                                                                  | Ucraina                                                                | Amichevole                                                             | -                                                                      |                                                                        |
| 5-9-2021                                                               | Serravalle                                                             | San Marino                                                             | 1 – 7                                                                  | Polonia                                                                | Qual. Mondiali 2022                                                    | -1                                                                     | 46’                                                                    |
| 24-3-2022                                                              | Glasgow                                                                | Scozia                                                                 | 1 – 1                                                                  | Polonia                                                                | Amichevole                                                             | -1                                                                     |                                                                        |
| 11-6-2022                                                              | Rotterdam                                                              | Paesi Bassi                                                            | 2 – 2                                                                  | Polonia                                                                | UEFA Nations League 2022-2023 - 1º turno                               | -2                                                                     | 64’                                                                    |
| 16-11-2022                                                             | Varsavia                                                               | Polonia                                                                | 1 – 0                                                                  | Cile                                                                   | Amichevole                                                             | -                                                                      |                                                                        |
| 21-11-2023                                                             | Varsavia                                                               | Polonia                                                                | 2 – 0                                                                  | Lettonia                                                               | Amichevole                                                             | -                                                                      | 46’                                                                    |
| 7-6-2024                                                               | Varsavia                                                               | Polonia                                                                | 3 – 1                                                                  | Ucraina                                                                | Amichevole                                                             | -1                                                                     |                                                                        |
| 25-6-2024                                                              | Dortmund                                                               | Francia                                                                | 1 – 1                                                                  | Polonia                                                                | Euro 2024 - 1º turno                                                   | -1                                                                     |                                                                        |
| 8-9-2024                                                               | Osijek                                                                 | Croazia                                                                | 1 – 0                                                                  | Polonia                                                                | UEFA Nations League 2024-2025 - 1º turno                               | -1                                                                     |                                                                        |
| 12-10-2024                                                             | Varsavia                                                               | Polonia                                                                | 1 – 3                                                                  | Portogallo                                                             | UEFA Nations League 2024-2025 - 1º turno                               | -3                                                                     | 88’                                                                    |
| 18-11-2024                                                             | Varsavia                                                               | Polonia                                                                | 1 – 2                                                                  | Scozia                                                                 | UEFA Nations League 2024-2025 - 1º turno                               | -2                                                                     |                                                                        |
| 21-3-2025                                                              | Varsavia                                                               | Polonia                                                                | 1 – 0                                                                  | Lituania                                                               | Qual. Mondiali 2026                                                    | -                                                                      |                                                                        |
| 24-3-2025                                                              | Varsavia                                                               | Polonia                                                                | 2 – 0                                                                  | Malta                                                                  | Qual. Mondiali 2026                                                    | -                                                                      |                                                                        |
| 10-6-2025                                                              | Helsinki                                                               | Finlandia                                                              | 2 – 1                                                                  | Polonia                                                                | Qual. Mondiali 2026                                                    | -2                                                                     |                                                                        |
| Totale                                                                 |                                                                        | Presenze                                                               | 17                                                                     |                                                                        | Reti                                                                   | -18                                                                    |                                                                        |

| Cronologia completa delle presenze e delle reti in nazionale ― Polonia under 21 | Cronologia completa delle presenze e delle reti in nazionale ― Polonia under 21 | Cronologia completa delle presenze e delle reti in nazionale ― Polonia under 21 | Cronologia completa delle presenze e delle reti in nazionale ― Polonia under 21 | Cronologia completa delle presenze e delle reti in nazionale ― Polonia under 21 | Cronologia completa delle presenze e delle reti in nazionale ― Polonia under 21 | Cronologia completa delle presenze e delle reti in nazionale ― Polonia under 21 | Cronologia completa delle presenze e delle reti in nazionale ― Polonia under 21 |
| Data                                                                            | Città                                                                           | In casa                                                                         | Risultato                                                                       | Ospiti                                                                          | Competizione                                                                    | Reti                                                                            | Note                                                                            |
| ------------------------------------------------------------------------------- | ------------------------------------------------------------------------------- | ------------------------------------------------------------------------------- | ------------------------------------------------------------------------------- | ------------------------------------------------------------------------------- | ------------------------------------------------------------------------------- | ------------------------------------------------------------------------------- | ------------------------------------------------------------------------------- |
| 6-10-2011                                                                       | -                                                                               | Portogallo under 21                                                             | 1 – 1                                                                           | Polonia under 21                                                                | Qual. Europeo Under-21 2013                                                     | -                                                                               | 45’                                                                             |
| 11-10-2011                                                                      | Grudziądz                                                                       | Polonia under 21                                                                | 4 – 3                                                                           | Albania under 21                                                                | Qual. Europeo Under-21 2013                                                     | -3                                                                              |                                                                                 |
| 1-6-2012                                                                        | Tiraspol                                                                        | Moldavia under 21                                                               | 2 – 4                                                                           | Polonia under 21                                                                | Qual. Europeo Under-21 2013                                                     | -2                                                                              |                                                                                 |
| 6-9-2012                                                                        | Ekaterinburg                                                                    | Russia under 21                                                                 | 4 – 1                                                                           | Polonia under 21                                                                | Qual. Europeo Under-21 2013                                                     | -4                                                                              |                                                                                 |
| 10-9-2012                                                                       | Gdynia                                                                          | Polonia under 21                                                                | 0 – 0                                                                           | Portogallo under 21                                                             | Qual. Europeo Under-21 2013                                                     | -                                                                               |                                                                                 |
| Totale                                                                          |                                                                                 | Presenze                                                                        | 5                                                                               |                                                                                 | Reti                                                                            | -9                                                                              |                                                                                 |

## Palmarès

### Club
- Coppa Italia: 1

Bologna: 2024-2025